# Castellví de la Marca
Castellví de la Marca é um município da Espanha na comarca de Alt Penedès, província de Barcelona, comunidade autónoma da Catalunha. Tem 28,7 km² de área e em 2021 tinha 1 597 habitantes (densidade: 55,6 hab./km²).

## Demografia
| Variação demográfica do município entre 1991 e 2004[carece de fontes?] | Variação demográfica do município entre 1991 e 2004[carece de fontes?] | Variação demográfica do município entre 1991 e 2004[carece de fontes?] | Variação demográfica do município entre 1991 e 2004[carece de fontes?] |
| ---------------------------------------------------------------------- | ---------------------------------------------------------------------- | ---------------------------------------------------------------------- | ---------------------------------------------------------------------- |
| 1991                                                                   | 1996                                                                   | 2001                                                                   | 2004                                                                   |
| 1437                                                                   | 1461                                                                   | 1433                                                                   | 1522                                                                   |